# Aberystwyth (stacja kolejowa)
Aberystwyth (ang: Aberystwyth railway station) – stacja kolejowa w miejscowości Aberystwyth, w hrabstwie Ceredigion, w Walii. 
Jest obsługiwana przez pociągi pasażerskie Arriva Trains Wales. Jest stacją końcową Cambrian Line, a także wąskotorowej Vale of Rheidol Railway.

## Historia
Oryginalna Stacja została wybudowana w 1860 przez Aberystwyth and Welsh Coast Railway i obsługiwała pociągi kursujące na teraz zamkniętej Carmarthen to Aberystwyth Line poprzez Lampeter i trasie do Machynlleth, która istnieje do dziś. Oryginalną stację kolejową znacznie rozbudowano w 1925 roku przez Great Western Railway, z oryginalnym budynkiem stacji na jednej stronie peronów zastąpiono okazałym budynkiem czołowym.
Stacja w tym czasie miał pięć torów: peron 1 na południowym krańcu stacji i dwa perony wyspowe. Były one wykorzystywane do obsługi Carmarthen. Po zamknięciu linii do Carmarthen w 1965 roku wąskotorowa Vale of Rheidol Railway w 1968 roku została przekierowana na dawne tory 1 i 2. 
Ze spadkiem ruchu kolejowego i turystyki w Wielkiej Brytanii, urządzenia były zbyt duże w stosunku do zapotrzebowania. Stocznia kolejowa została zamknięta w 1980 roku, a rząd sklepów z przodu, znany jako Western Parade, został zburzony w 1990, aby umożliwić budowę nowego parkingu i dworca autobusowego. 

## Linie kolejowe
- Cambrian Line
- Vale of Rheidol Railway
- Carmarthen to Aberystwyth Line - linia nieczynna